# 남자와 기생
남자와 기생은 한국에서 제작된 심우섭 감독의 1969년 영화이다. 구봉서 등이 주연으로 출연하였고 신상옥 등이 제작에 참여하였다.

## 출연

### 주연
- 구봉서
- 도금봉
- 김청자
- 허장강
- 양훈

### 조연
- 이빈화
- 한성
- 유하나
- 어윤길
- 김웅
- 한유정
- 허찬

## 제작진
- 조명: 마용천
- 미술: 정우택
- 효과: 김경일